# Hålaveden
Hålaveden, (Holaveden), är ett område beläget mellan Vättern och Sommen i sydvästra Östergötland och delvis norra Småland. I norr avgränsas området av Ödeshög och i öster av Lysings häradsallmännings stora skogsområde. Området är bergigt och skogrikt och här finns ett naturreservat med tvåhundraårig "urskogsartad" barrskog som trots namnet Holavedens urskog i realiteten är en naturskog.
Med början vid fästet Rumlaborg i Huskvarna gick genom Hålaveden Västra Holavedsvägen, som var huvudstråk mot Östergötland och landet norr därom, nu ersatt av Europaväg E4. Många (se Rantzaus räd) strider har här utkämpats mellan svenska och danska trupper. Vägen ingick i konungarnas eriksgata och betraktades som gräns mellan landskapen.
Vandringssträckan Holavedsleden (59 kilometer lång), som sträcker sig mellan Gränna och Tranås, följer en del av den gamla sträckningen.

## Namnet
Namnet skrevs ca 1296 Holæuið. Under 1900-talet ändrade Lantmäteriverket den tidigare stavningen och stavningen Holaveden blev Hålaveden. Numera är alltså Hålaveden den officiella stavningen. Namnets förled är det fornsvenska ordet hul, hol 'ihålig' och efterledet är vidher 'skog'. Betydelsen är ungefär 'den djupa skogen'.